# Frederica de Mecklenburg-Strelitz
Frederica de Mecklenburg-Strelitz, reina de Hannover (Hannover 1778 - 1841) va ser princesa de Mecklenburg-Strelitz amb el tractament d'altesa que es casà en tres ocasions i que esdevingué reina de Hannover.

## Orígens familiars
Nascuda el dia 2 de març de l'any 1778 a la ciutat de Hannover, filla del gran duc Carles II de Mecklenburg-Strelitz i de la landgravina Frederica de Hessen-Darmstadt. Frederica era neta per via paterna del duc Carles I de Mecklenburg-Strelitz i de la princesa Elisabet Albertina de Saxònia-Hildburghausen; mentre que per via materna ho era del príncep Jordi Guillem de Hessen-Darmstadt i de la duquessa Lluïsa zu Leiningen-Heidesheim.

## Núpcies i descendents
El dia 26 de desembre de l'any 1793 es casà a Berlín amb el príncep Lluís de Prússia, fill del rei Frederic Guillem II de Prússia i de la landgravina Frederica Lluïsa de Hessen-Darmstadt.
- SAR el príncep Frederic Guillem de Prússia, nat el 1794 a Berlín i mort el 1863 a Berlín. Es casà amb la princesa Lluïsa d'Anhalt-Bernburg.

- SAR el príncep Frederic Guillem de Prússia, nat el 1795 a Berlín i mort el 1798 a Berlín.

- SAR la princesa Frederica de Prússia, nada el 1796 a Berlín i morta el 1850 a Dessau. Es casà amb el duc Leopold IV d'Anhalt el 1818 a Berlín.

Lluís morí a Berlín el dia 28 de desembre de 1796. Poc després, el 10 de desembre de 1798 a Berlín es casà en segones núpcies amb el príncep Frederic Guillem de Solms-Braunfels, fill del príncep Frederic de Solm-Braunfels i de la comtessa Guillermina de Solms-Laubach. La parella tingué 
- SAS la princesa Sofia de Solms-Braunfels, nada el 1799 a Ansbach i morta pocs mesos després.

- SAS el príncep Frederic Guillem de Solms-Braunfels, nat el 1800 a Triesdorf i mort tres dies després.

- SAS el príncep Guillem de Solms-Braunfels, nat el 1801 a Triesdorf i mort el 1868 a Salzburg. Es casà el 1831 a Viena amb la duquessa Maria Kinsky von Wchinitz und Tettau.

- SAS la princesa Augusta de Solms-Braunfels, nada el 1804 a Triesdorf i morta el 1865 a Eichberg bei Eltville. Es casà el 1827 a Berlín amb el príncep Albert de Schwarzburg-Rudolstadt.

- SAS el príncep Alexandre de Solms-Braunfels, nat a Königsberg el 1807 i mort a Marxheim (Nassau) el 1867. Es casà amb la princesa Lluïsa von Landsberg-Velen.

- SAS el príncep Frederic Guillem de Solms-Braunfelsm nat el 1812 a Neustrelitz i mort el 1875 a Rheingrafenstein bei Kreuznach. Es casà el 1845 a Bendorf amb la princesa Sofia de Löwenstein-Wertheim-Rosenberg.

El príncep Frederic morí el 13 d'abril de 1814 a Slaventzitz. Mesos després, el 25 de maig de 1815, Frederica es casà a Neustrelitz amb el rei Ernest August I de Hannover, en aquell moment duc de Cumberland, fill del rei Jordi III del Regne Unit i de la princesa Carlota de Mecklenburg-Strelitz. La parella tingué un únic fill:
- SM el rei Jordi V de Hannover, nat el 1819 a Berlín i mort el 1878 a París. Es casà amb la princesa Maria de Saxònia-Altenburg.

Frederica morí l'any 1841 a la ciutat de Hannover. Quatre anys abans, l'any 1837 s'havia convertit en reina de Hannover a causa de l'accés al tron britànic de la reina Victòria I del Regne Unit que estava exclosa a la successió hannoveriana a causa que al regne alemany hi imperava la llei sàlica.